# Lepraria sipmaniana
Lepraria sipmaniana är en lavart som först beskrevs av Heidi Kümmerling och Leuckert och som fick sitt nu gällande namn av Kukwa. 
Lepraria sipmaniana ingår i släktet Lepraria och familjen Stereocaulaceae. Inga underarter finns listade i Catalogue of Life.